# Humanoid
Izraz "humanoid" odnosi se na svako biće čija tjelesna struktura podsjeća na čovječju. U tom smislu, izraz opisuje primate kao i mitološke stvorove, ili kreature, i umjetne organizme (robote), posebno u vezi sa znanstvenom fantastikom i tzv. fantastikom. Android ili ginoid je humanoidni robot konstruiran tako da izgleda kao da je određenoga spola, iako su te riječi, u principu, sinonimi.